# الفرع الاسفل

تعديل مصدري - تعديل

الفرع الاسفل هي إحدى قرى عزلة سرار بمديرية سرار التابعة لمحافظة أبين، بلغ تعداد سكانها 76 نسمة حسب تعداد اليمن لعام 2004.